# Johan Anker
Johan August Anker (Berg, Halden, Østfold, 26 de juny de 1871 - Halden, Østfold, 26 de juny de 1971) va ser un regatista i dissenyador de vaixells noruec que va prendre part en els Jocs Olímpics de 1908, 1912 i 1928. Era el pare del també regatista Erik Anker.
El 1908 va disputar els seus primers Jocs Olímpics, amb una quarta posició en la categoria de 8 metres del programa de vela. Quatre anys més tard, als Jocs d'Estocolm, va guanyar la medalla d'or en la categoria de 12 metres del programa de vela, a bord del Magda IX.
La seva darrera participació en uns Jocs fou el 1928, a Amsterdam, on guanyà una segona medalla d'or en la categoria de 6 metres del programa de vela, a bord del Norna.
Anker presidí el Kongelig Norsk Seilforening entre 1916 i 1919 i entre 1921 i 1925, i fou cofundador de la Federació Nòrdica de Regates el 1915.